# Lomachantha
Lomachantha là một chi ruồi ký sinh trong họ Tachinidae.

## Các loài
- Lomachantha parra Rondani, 1859[1]
- Lomachantha rufitarsis Villeneuve, 1912